# غلاديشية مائية
غلاديشية مائية (الاسم العلمي:Gleditsia aquatica) هي نوع نباتي يتبع جنس الغلاديشية من فصيلة البقولية.